# Porrat
Un porrat és una fira tradicional molt arrelada a les diverses comarques valencianes, que se celebra baix l'advocació d'un sant, una ermita o santuari on se'l venera. L'element més característic d'esta festa consistix en el mercat a l'aire lliure on es posen a la venda productes tradicionals, dolços i fruits secs. Es tracta de la venda d'aliments no bàsics que s'han de regalar o consumir en ocasió de la festa. L'origen d'este costum popular s'atribuïx a la veneració de la societat agrícola als sants, per a aconseguir bones collites i fertilitat dels seus animals.
Dels porrats de gener, Sant Antoni és el primer, diu el nostre refranyer popular, la qual cosa significa que amb la celebració del dia de Sant Antoni Abat, se celebra el primer dels porrats valencians, que són diversos i se succeïxen al llarg de l'any, el de Sant Vicent Màrtir, el de Sant Josep, el de Sant Blai i, en desembre, el de Santa Llúcia. Considerat com l'acte central de l'ocasió religiosa, en el llenguatge popular hom es refereix a anar al porrat com a sinònim d'acudir als actes de la romeria en general.

## Descripció
Les parades del porrat consisteixen en una taula amb roba neta, sobre la qual les venedores posen les fruites seques. El porrat pròpiament dit seria el cigró sec, que se situa al costat de les parades en sacs, amb les vores enrotllades perquè no se n'isquen. Tradicionalment, el porrat es venia utilitzant el mocador del client com a recipient per a transportar la compra, fet que era conegut com fer el mocador i l'origen de la mocadorada de Sant Donís.
Al llarg de tot el País Valencià se'n feien i es fan porrats, alguns dels quals han evolucionat. Així, del Porrat de la Magdalena de Castelló, es va passar de vendre només el rotllo de pa a centenars de paradetes venent quincalleria variada. A la fira de Sant Antoni d'Oriola és tradicional la pesá.

## Història

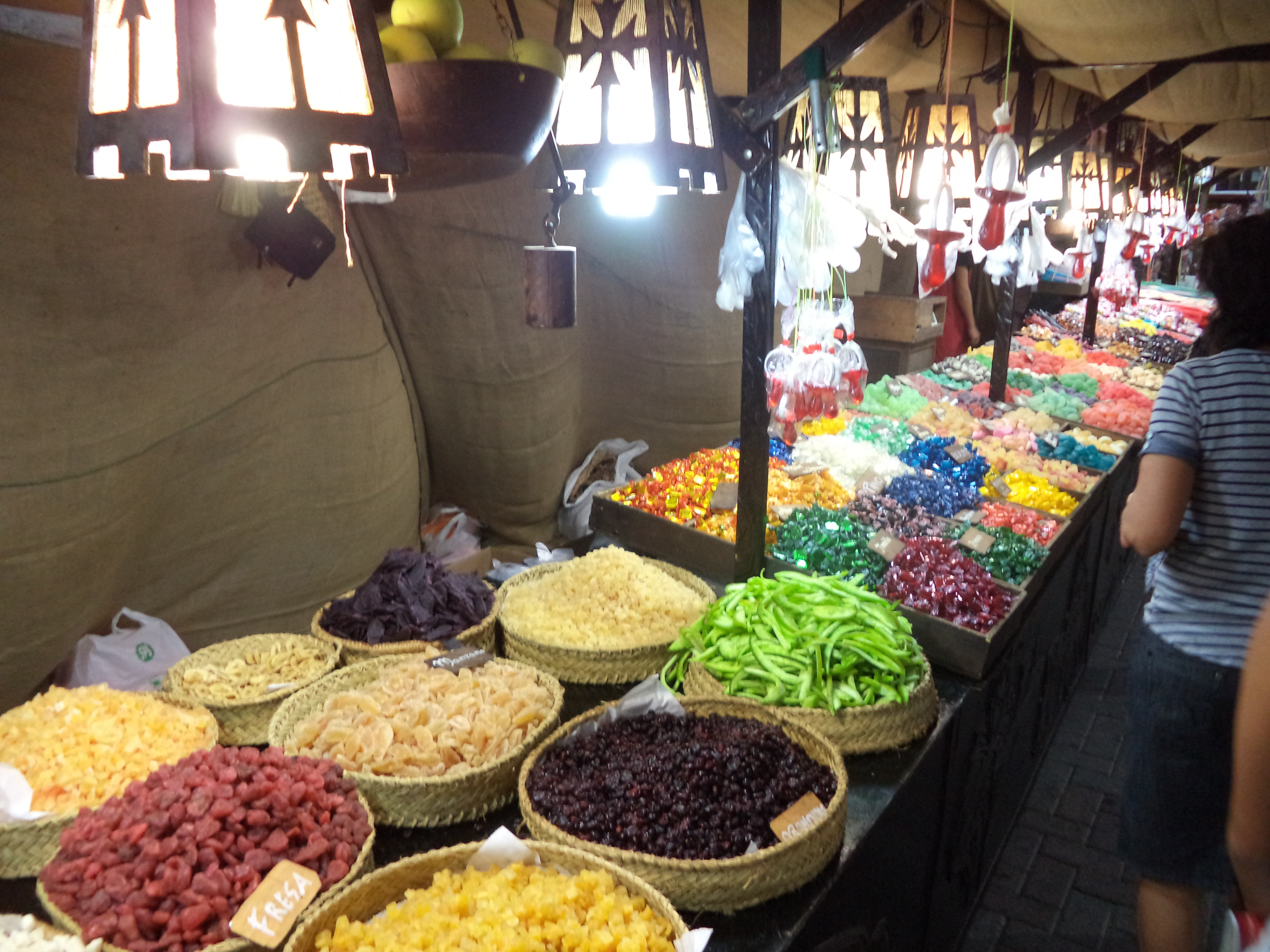
Parada de llepolies en fira del Porrat.

La història del Porrat es remunta a l'època musulmana de l'edat mitjana. El cronista Juan Luís Corbín apunta que alguns historiadors atribuïxen l'origen del porrat a "coses dels moros", i més concretament a cigrons torrats - torrat o porrat - que formaven part del menú de les celebracions dels musulmans, com en els casaments, on funcionava com un tribut a les núvies. L'escriptor del segle xix, Pascual Pérez i Rodríguez remunta el costum de vendre porrat a l'època dels romans, afirmant que Horaci, en la Epístola als Pisons, esmenta el costum de comprar cigrons torrats com a distracció i llepolia.
El cronista Lluis Cebrián i Mezquita afirma que després de la Conquesta de València, el porrat forma part de les festes del dia de Sant Donís, on se celebrava l'entrada de Jaume I el Conqueridor a València. S'atribuïx que el porrat formava part dels inicis de la celebració i que hi havia costum d'obsequiar amb xufes, tramussos, faves bullides, ametles i cigrons torrats, tradició que va mutar en la mocadorada de Sant Donís, però que es va mantindre en altres festivitats, com les festes de carrer que se celebraven als barris medials de València.
Els antics diccionaris valencians expliquen els porrats com espècie de xicoteta fira de productes comestibles, com cigrons torrats, avellanes, ametlles, orellanes, prunes seques, torró, etcètera, que es fa amb motiu de la festa d'algun sant i la seua huitena. Afegix l'historiador José Martínez Aloy que estes xicotetes fires de fruits torrats se celebren a les portes de certs santuaris fora de la ciutat, donant lloc a devots i alegres romeries.

## Els porrats de la Safor

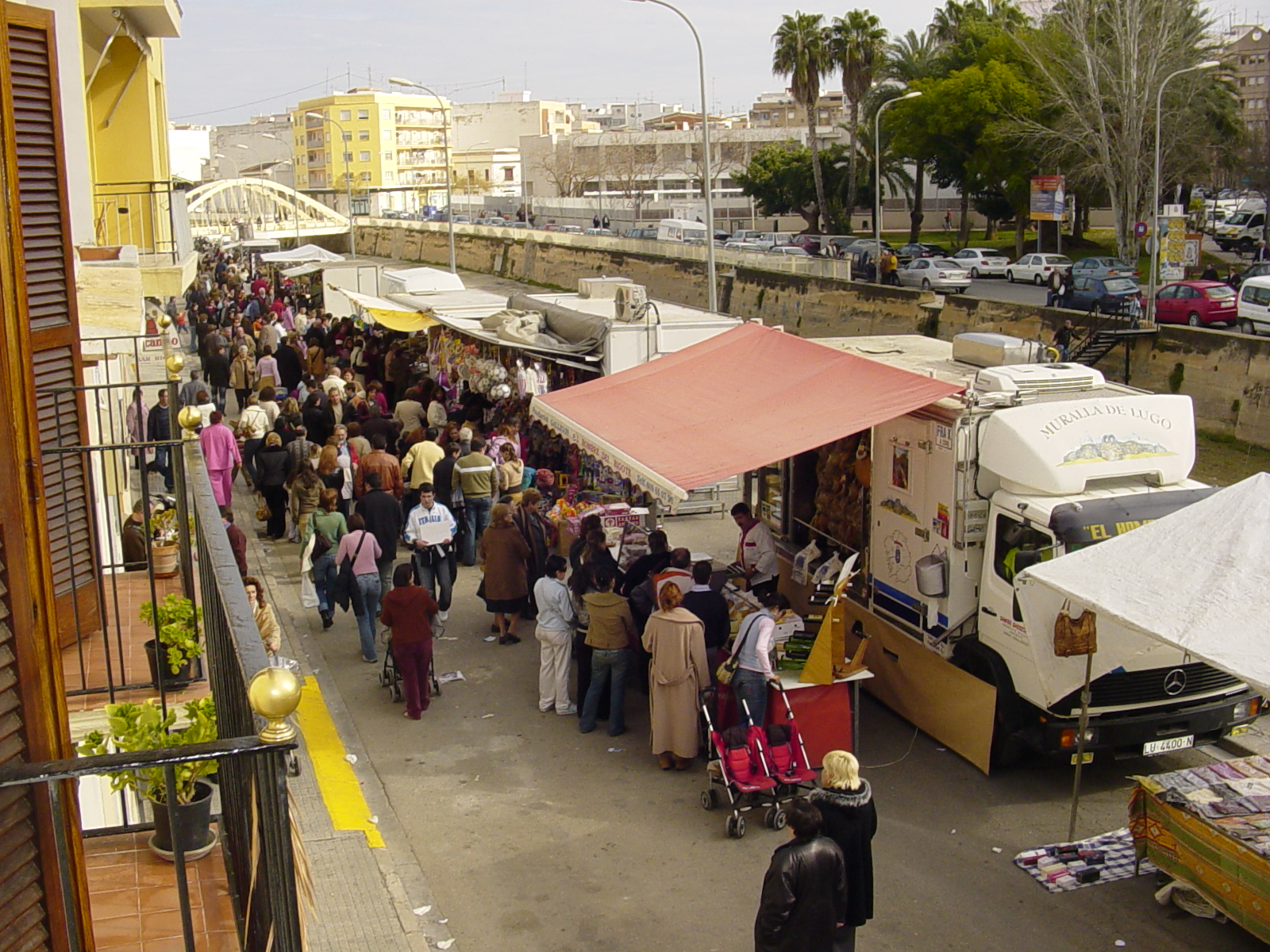
Porrat de Sant Antoni al barranc de Beniopa

Dels porrats de gener, el de Beniopa és el primer, se sol dir a Beniopa, que comença la Ruta dels Porrats de la Safor l'onze de gener. El Porrat de Sant Antoni de Beniopa ha sigut recentment recuperat i molts dels actes se celebren a la llera del barranc de Sant Nicolau; en el cas d'Oliva, amb les Calderes i el Porrat de Sant Antoni (20 i 21 de gener), es té constància de la primera celebració d'esta festa al costat de l'església de Sant Roc al segle xvii, amb la benedicció d'animals, repartiment de garrofes, missa i processons. El municipi ha recuperat també una tradició que havia desaparegut a mitjan segle passat, les Calderes de Sant Antoni. Este dinar popular es va iniciar en els anys quaranta, quan el capellà de Sant Roc, davant la misèria de la postguerra, va decidir fer unes calderes de menjar amb carn, creïlles i arròs per als pobres, un costum que es va mantindre durant vint anys. A Oliva es recorda esta tradició amb un dinar popular, com a obertura dels actes al voltant del porrat. El raval d'Oliva i el nucli històric del municipi, reunix més de seixanta llocs de venda de productes tradicionals artesans en un mercat medieval. La Ruta dels Porrats continua (19, 20 i 21 de gener) amb el Porrat de Sant Antoni de Benirredrà i Gandia, i la tradicional degustació de cassola d'arròs al forn, als voltants de l'ermita de Sant Antoni. A continuació, el Porrat de Sant Antoni Abat d'Almoines (19 i 20 de gener), amb la foguera de Sant Antoni i els correfocs, i amb el jocs populars com la Biga del Pollastre. El mateix cap de setmana se celebra el Porrat del Grau, també en honor de Sant Antoni. La celebració es trasllada a la Font d'en Carròs (cap de setmana següent); i continua amb el més populós de tots els porrats, el Porrat de Sant Blai de Potries (dies 3, 4 i 5 de febrer). El Cap de Setmana següent se celebra el Porrat de Sant Josep al barri del Raval de Gandia amb el pregó d'inici i el volteig de campanes des de l'església de Sant Josep i antiga mesquita del barri. Ròtova tanca les festivitats d'hivern amb els actes al voltant del Porrat de Sant Macià o de l'Interior (24, 25 i 26 de febrer), en més de 100 anys de tradició en la població, es considera el Porrat de l'interior, ja que és el punt d'encontre dels veïns de les comarques de la Safor i de la Vall d'Albaida. Tavernes de la Valldigna commemora el Dia de la Sang el 12 de juliol, i el Porrat de la Sang o de Sant Llorenç el 10 d'agost. La població de l'Alqueria de la Comtessa clou la Ruta dels Porrats amb el Porrat dels Sants de la Pedra, el 16 de setembre, organitzada als voltants de l'ermita dels Santets de la Pedra. Els organitzadors d'esta ruta pretenen convertir esta tradició popular religiosa en un atractiu turístic per promocionar els municipis d'interior fora de la Safor.

## Altres Porrats
Altres festes del Porrats celebrats a la geografia valenciana són:

### Gener
- Guadassuar, Fira i Porrat de Sant Vicent de la Roda, amb la Repartició de la Carn la vespra
- València, a banda del Porrat de Sant Antoni, al Carrer de Sagunt, hi ha el Porrat de Sant Vicent (Plaça de l'Almoina i La Roqueta, 22 de gener), i el dia 30 (originàriament 29) a l'església de Sant Valer de Russafa.[1]

#### Sant Antoni del Porquet
- Almoines, Porrat per Sant Antoni,[11]
- Beniopa, es fa revetlla revetlla de foc, Porrat de sant Antoni i benedicció d'animals.[12]
- Benipeixcar, als voltants de l'ermita de Sant Antoni i Santa Bàrbara s'instal·la el tradicional Porrat de Sant Antoni.Parada de bijuteria en fira del Porrat

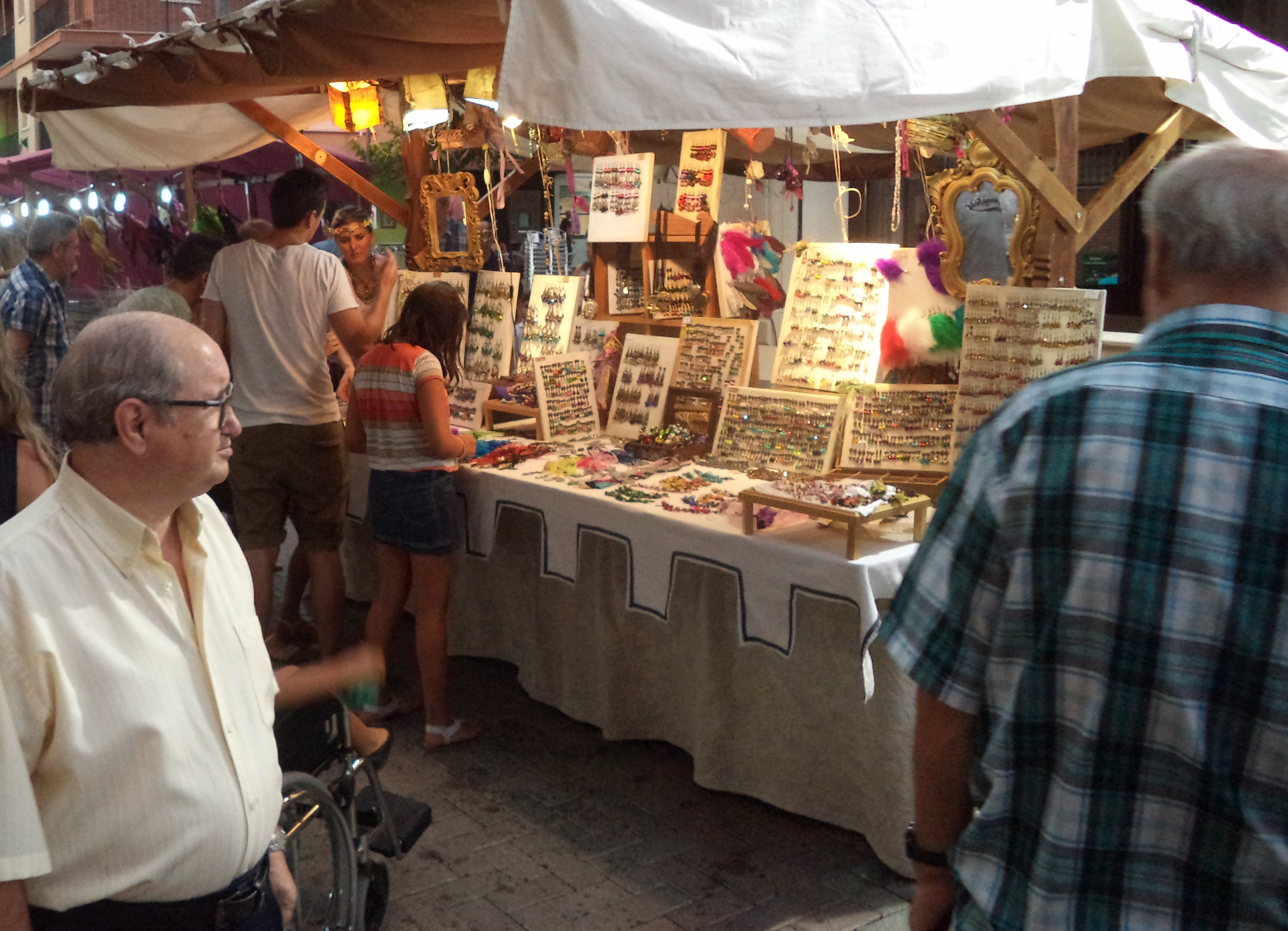
Parada de bijuteria en fira del Porrat

- Benirredrà, Porrat de Sant Antoni.[13]
- Benissa: les festes en honor de Sant Antoni amb Fira i Porrat durant 3 caps de setmana.[14]
- Catarroja, celebra Sant Antoni Abat i es venen a l'església de Sant Antoni pans beneïts i es realitza el Porrat.[15]
- Fanzara, per Sant Antoni, benedicció d'animals, foguera, Porrat i repartiment de rotllos.[16]
- La Font d'en Carròs, Porrat de Sant Antoni.[17]
- Oliva, Porrat i calderes de Sant Antoni.[18]
- Ontinyent, festes de Sant Antoni al barri de l'Ermiteta, amb la crema de fogueres, la benedicció dels animals, el repartiment de la garrofeta, el porrat, les danses i diverses actuacions musicals i de carrer.[19]
- Pego, les festes a Sant Antoni Abat comencen amb el Porrat de Sant Antoni, on la tradició mana beneir als animals donant tres voltes a l'ermita.
- Sueca, Porrat de Sant Antoni.[20]
- Xàbia, Fira i Porrat de Sant Antoni.[3]
- València: Al Carrer de Sagunt.[1]

### Febrer
- Manuel, el 2 de febrer (dia de la Candelària).[21]
- Raval de Gandia, Porrat del Raval.[22]
- València, A banda del Porrat de Sant Blai a les esglésies de Santa Caterina i Sant Valer (Russafa), hi ha el del 19 de febrer a Campanar.[1]

### Març
- Torrent d'en Fenollet (Llanera de Ranes). Se celebra el primer divendres de març.[23]

### Sant Blai

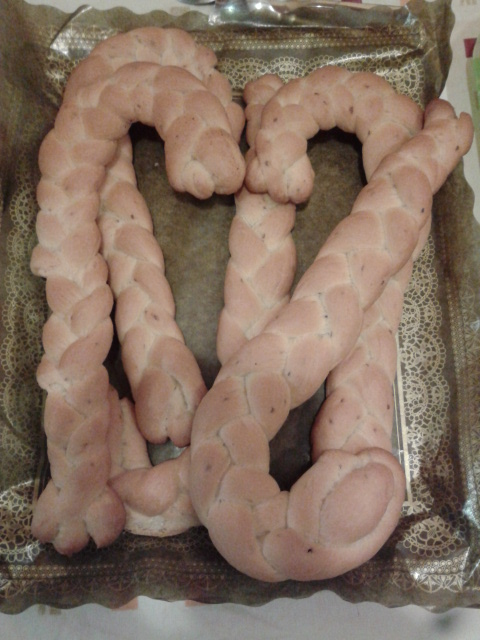
Gaiatos de Sant Blai (Torrent)

- Albal, s'instal·la per les festes patronals parades per a la venda del típic Porrat.[24]
- Llaurí, es venen els tradicionals rotllets de Sant Blai, i fan fira i el tradicional Porrat.[25]

- Pedreguer, l'Ermita de Sant Blai celebra el Porrat de Sant Blai amb moltes paradetes.[26]
- Potries, Porrat de Sant Blai.[27]
- Torrent, Fira del Porrat.[28]
- València, a les esglésies de Santa Caterina i Sant Valer (Russafa).[1]

### Sant Macià
- Ròtova, el Porrat de Sant Macià.[29]

### Sant Francesc de Paula
- Alaquàs, Festa del Porrat.[30]

### Dilluns de Pasqua
- Alcora, Festa del Rotllo.[31]

### Primavera
- Xeraco, Porrat de primavera.[32]

### Sant Antoni de Pàdua
- Bocairent, Fira i Porrat.[33]

### Dia de la Sang
- Tavernes de la Valldigna, Porrat del Dia de la Sang, al Clot de la Font.[34]

### Santa Anna
- Simat de la Valldigna, Porrat de Santa Anna.[34]

### Sant Llorenç
- Tavernes de la Valldigna, Porrat de Sant Llorenç als voltants de l'ermita de Sant Llorenç, al Racó de Joana.[34]

### Sants Abdó i Senent
- L'Alqueria de la Comtessa, tradicional Porrat en honor dels Santets de la Pedra.[35]

### Octubre
- Altea, Porrat d'Altea 3, 4 i 5 d'octubre.[36]
- L'Alcúdia, Fira Gastronòmica, fireta d'atraccions i paradetes del Porrat.[37]

### Santa Llúcia
- Algímia d'Alfara, Porrat de Santa Llúcia.[38]
- Montcada, Fira del Porrat.[39]
- València.[1]